# Биляна Йотовска
Биляна Йотовска е български фитнес модел, писател и инфлуенсър.
През 2016 г. печели златен медал във фитнес турнир за жени Olympia Flex Magazine Model Search в надпревара между 56 участнички от целия свят. Избирана е 3 пъти за модел на корицата на списание „Плейбой“. Тя е също автор на книги на здравословна тематика.

## Биография
Биляна Йотовска е родена в София на 26 декември 1984 г. Завършва Националната художествена гимназия и Националната художествена академия в София. Сгодена е за Димитър Димитров – европейски и световен шампион по културизъм. Имат дъщеря Никол, родена на 30 април 2010 г.

## Кариера
Биляна Йотовска е популярен фитнес модел в България. Участвала е в телевизионни предавания и често гостува в сутрешните блокове по bTV и Нова телевизия, където говори за здравословния начин на живот и тренировките. Снимката ѝ се среща в списания за културизъм, красота и здравословен начин на живот, като най-запомнящи са трите корици на списание Плейбой, както и кориците на списания ELLE и MAXIM. Биляна Йотовска има собствено денс шоу и е танцувала на сцената на диджеи, попадащи в Топ 100 на DJ Mag както у нас, така и в държави като Дубай, Бахрейн, Англия и др..
Освен със състезателната си кариера Йотовска е известна и като автор на книги за здравословен начин на живот. Към 2022 г. е издала четири книги, всички на здравословна тематика, като едната[поясни] е преведена и на английски. Това са „Гответе здравословно“, „Наръчник за здравословен живот“, „Вкусна и полезна храна за здрави деца“, „Вие ме попитахте, аз ви отговарям“ и Stay healthy, eat clean.

## Постижения
- Национален шампион за 2013 г. и 2016 г.
- Балкански шампион за 2014 г. и 2016 г.
- Носител на титлата „Най-добър фитнес модел на България за 2014 г.".
- През 2015 г. завоюва абсолютна титла в едно от най-реномираните фитнес състезания във Флорида – „NPC Southeastern USA Cup“[14]
- През 2016 г. Йотовска печели един от най-престижните фитнес конкурси в света, провел се в Лас Вегас – „Flex Bikini Model search“, част от Olympia weekend![1][15][16][17]